# Archytas seabrai
Archytas seabrai är en tvåvingeart som beskrevs av Guimaraes 1961. Archytas seabrai ingår i släktet Archytas och familjen parasitflugor. Inga underarter finns listade i Catalogue of Life.